# نود و ششمین دوره جوایز اسکار
نود و ششمین دوره جوایز اسکار مراسمی به میزبانی آکادمی علوم و هنرهای سینما بود که از بهترین فیلم‌های اکران‌شده در سال ۲۰۲۳ تجلیل کرد. این مراسم در ۱۰ مارس ۲۰۲۴ در سالن تئاتر دالبی، هالیوود، لس آنجلس، کالیفرنیا برگزار شد. کمدین جیمی کیمل برای چهارمین بار میزبان این برنامه بود. او پیش‌تر مجری‌گری اسکار را در دوره‌های هشتاد و نهم (۲۰۱۷)، نود (۲۰۱۸) و نود و پنجم (۲۰۲۳) عهده‌دار بود.
نامزدها در ۲۳ ژانویه ۲۰۲۴ اعلام شدند. اوپنهایمر با ۱۳ نامزدی پیشتاز بود و پس از آن بیچارگان و قاتلان ماه گل به ترتیب با ۱۱ و ۱۰ نامزدی در رده‌های بعدی قرار گرفتند. اوپنهایمر برنده هفت جایزه از جمله بهترین فیلم شد. دیگر برندگان قابل توجه، بیچارگان با چهار جایزه و منطقه دلخواه با دو جایزه بودند.

## برندگان و نامزدی‌ها

### جوایز

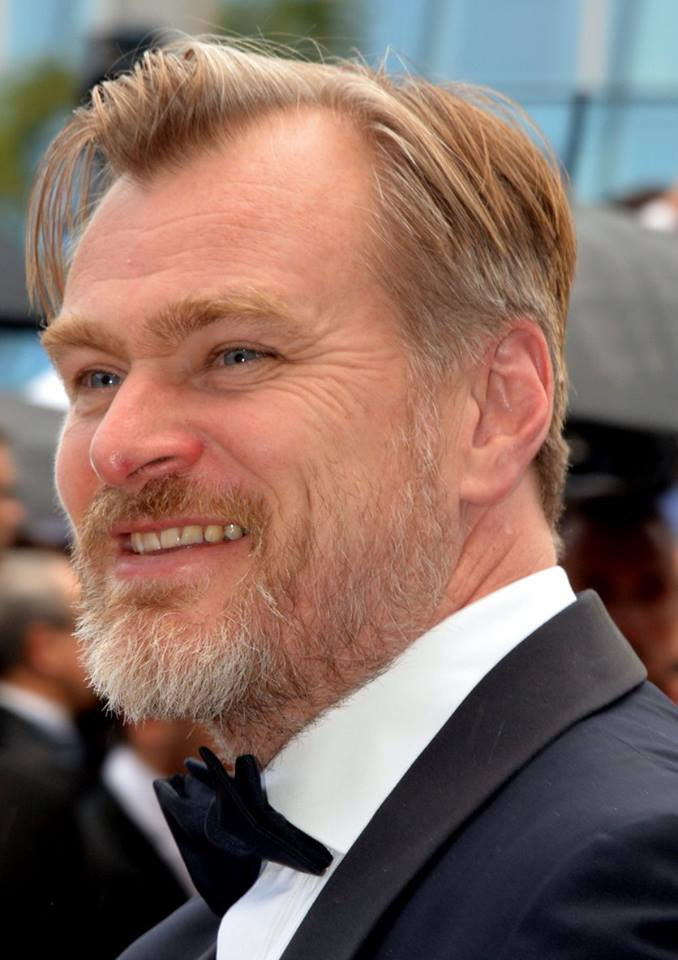
کریستوفر نولان، برنده مشترک بهترین فیلم و بهترین کارگردانی

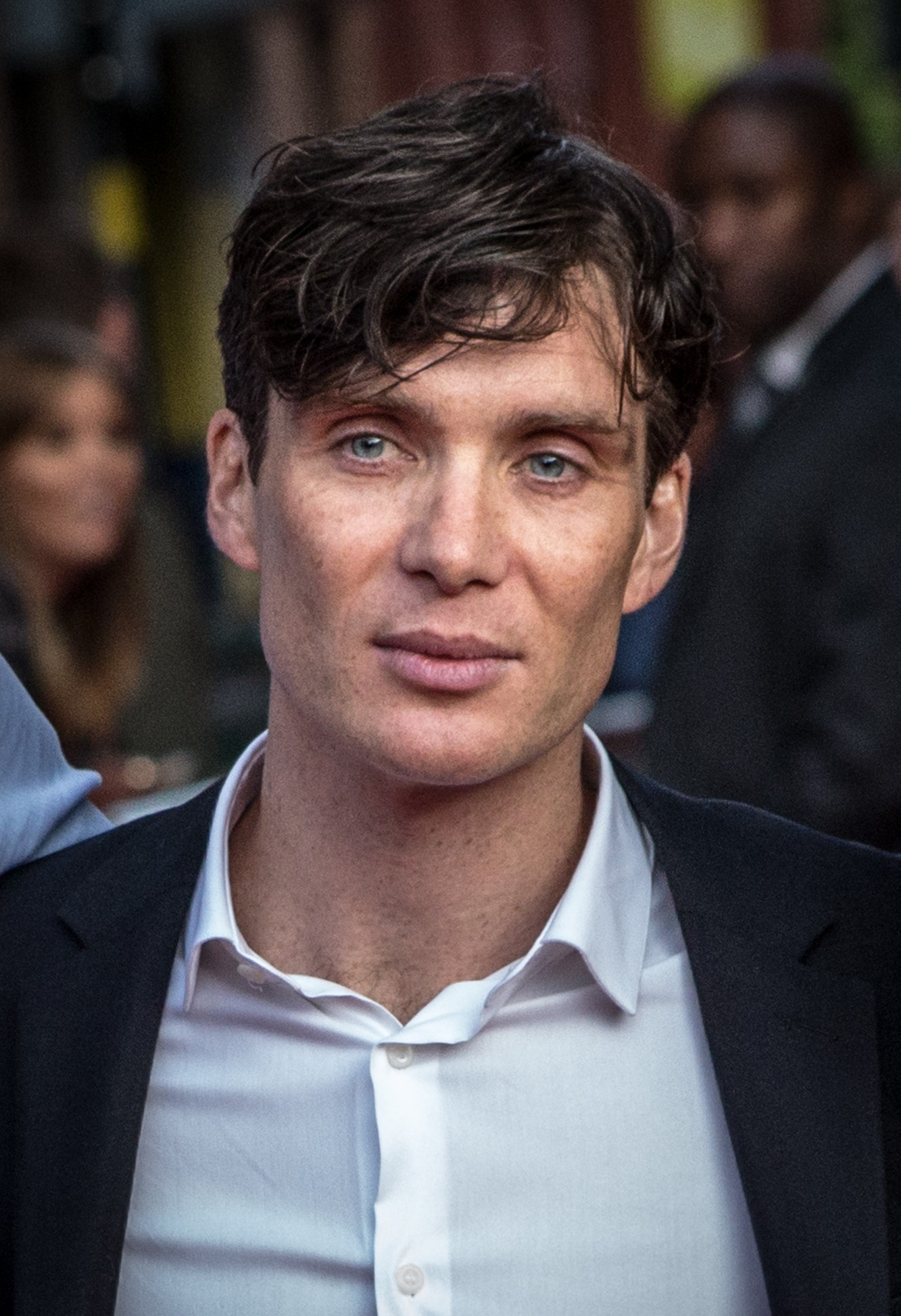
کیلین مورفی، برنده بهترین بازیگر مرد

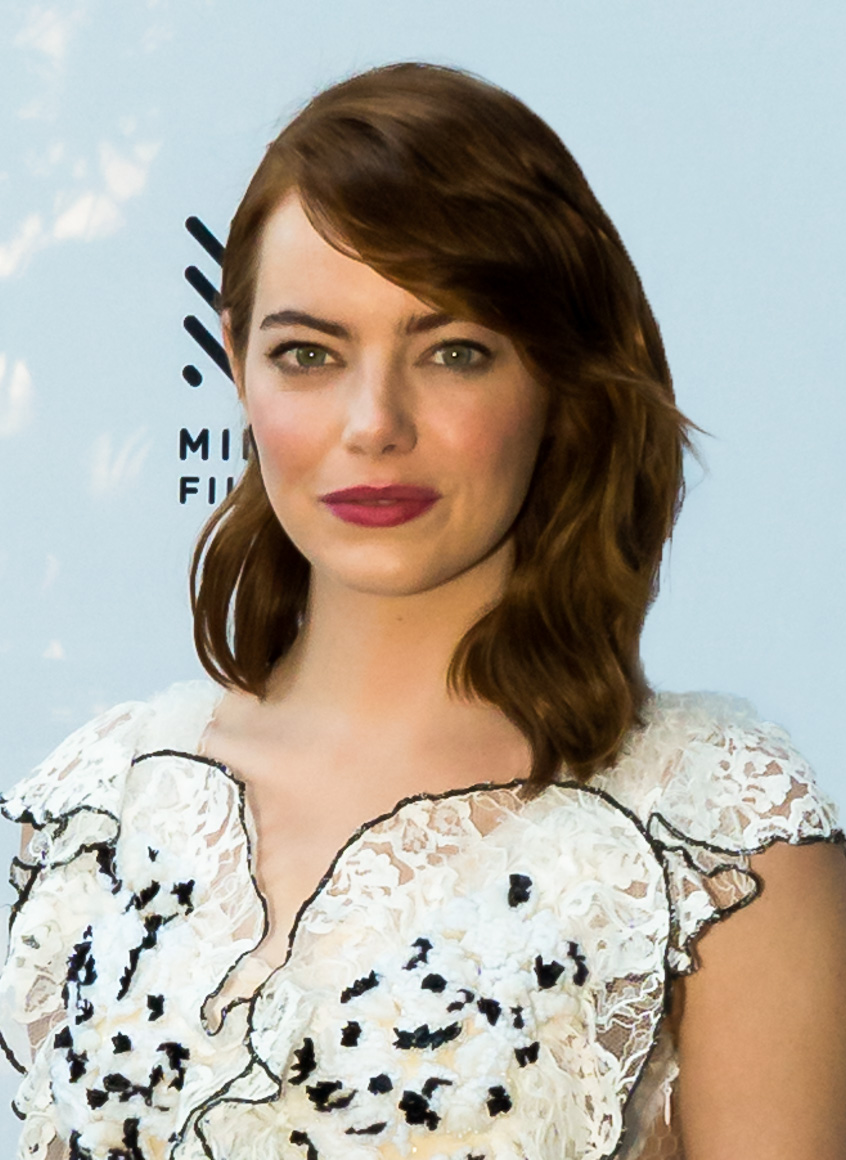
اما استون، برنده بهترین بازیگر زن

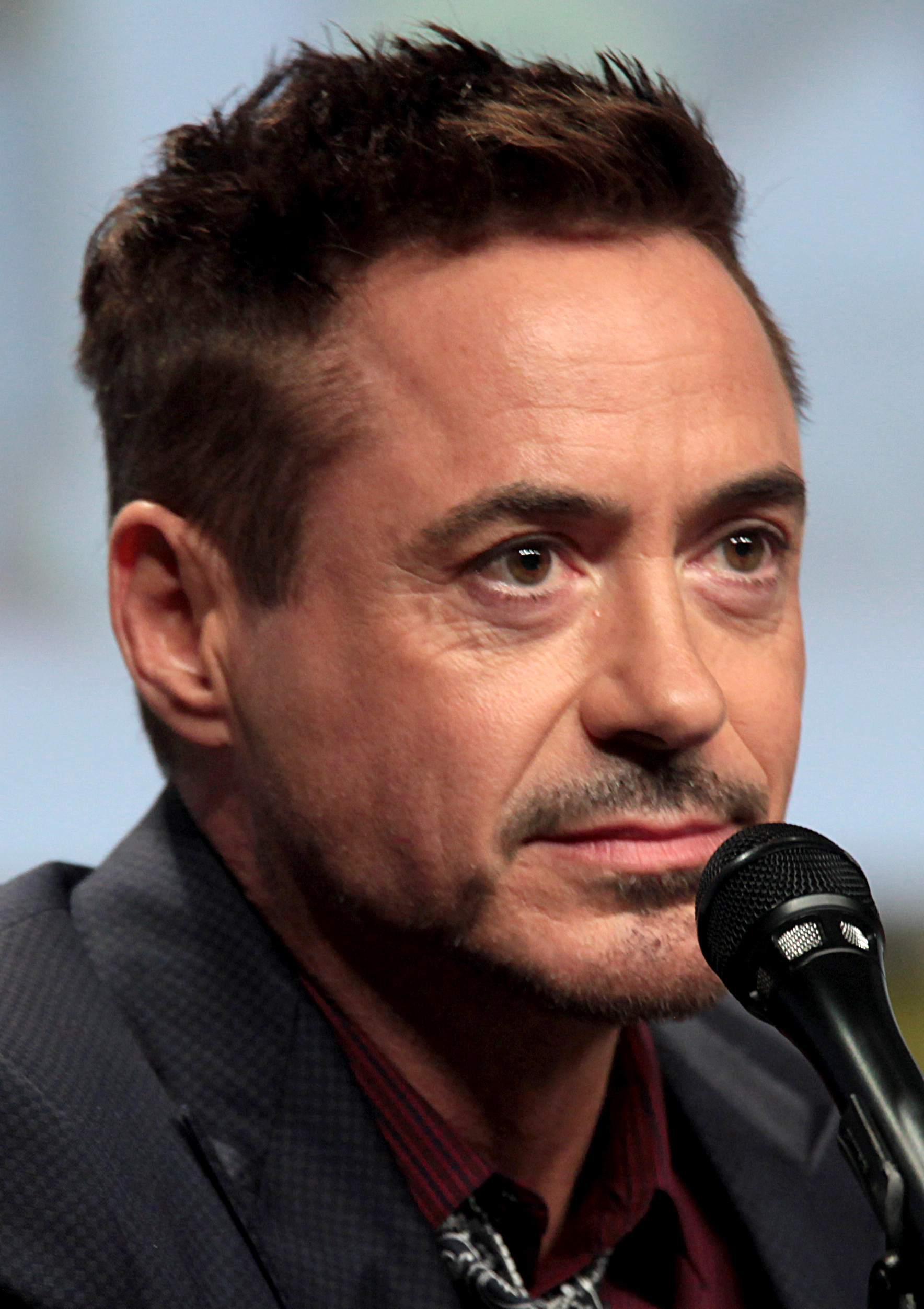
رابرت داونی جونیور، برنده بهترین بازیگر نقش مکمل مرد

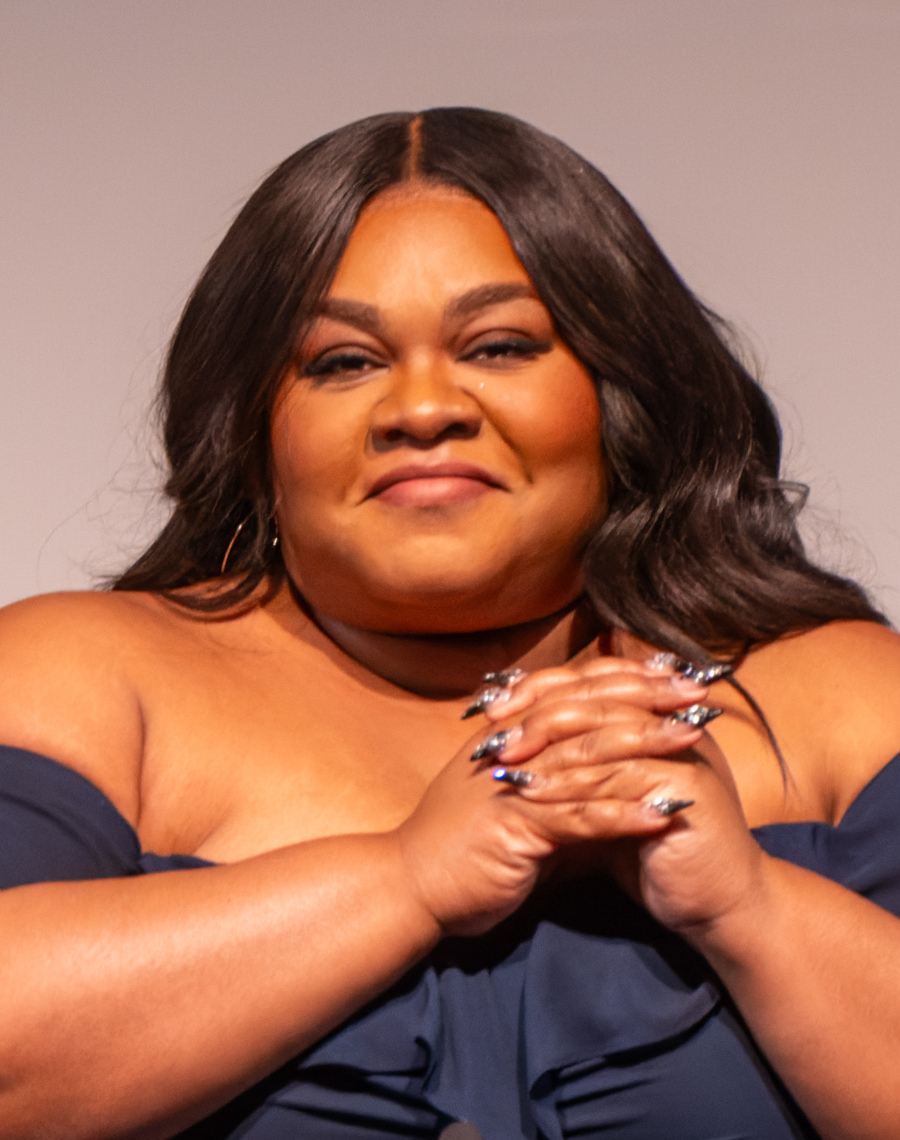
دیواین جوی رندالف، برنده بهترین بازیگر نقش مکمل زن

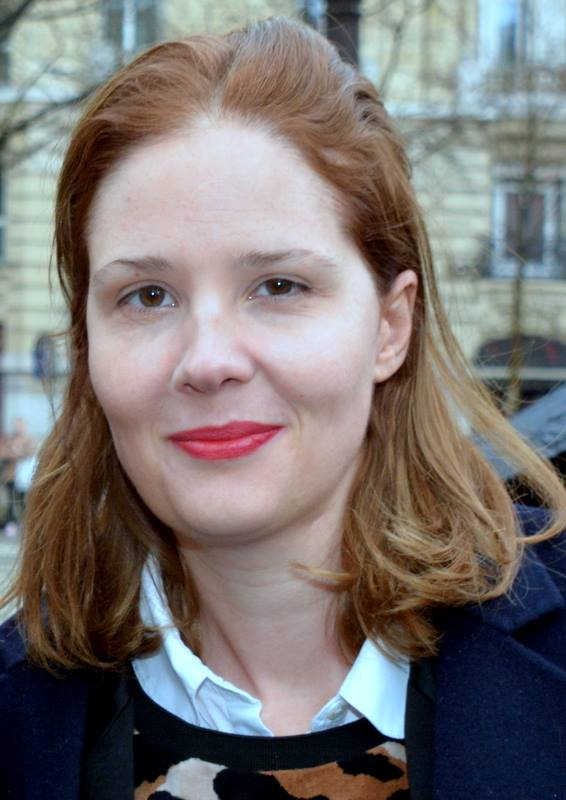
ژوستین تریه، برنده مشترک بهترین فیلمنامه غیراقتباسی

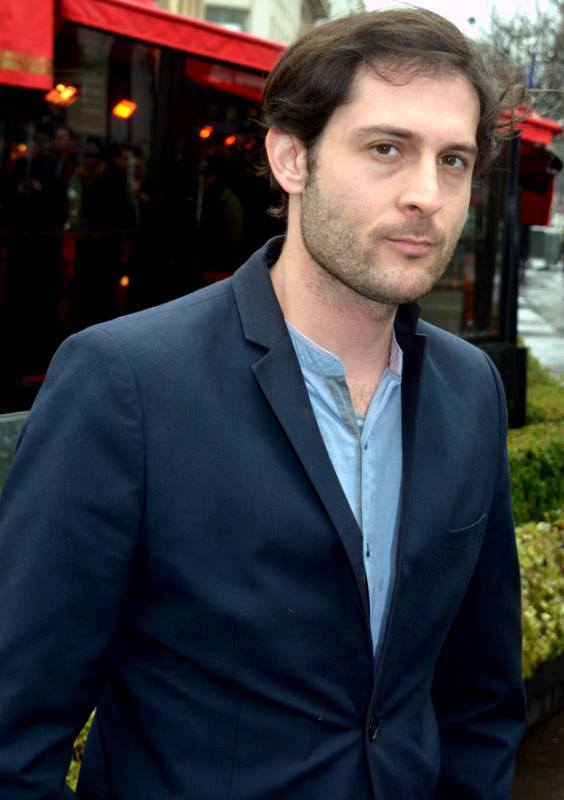
آرتور هراری، برنده مشترک بهترین فیلمنامه غیراقتباسی

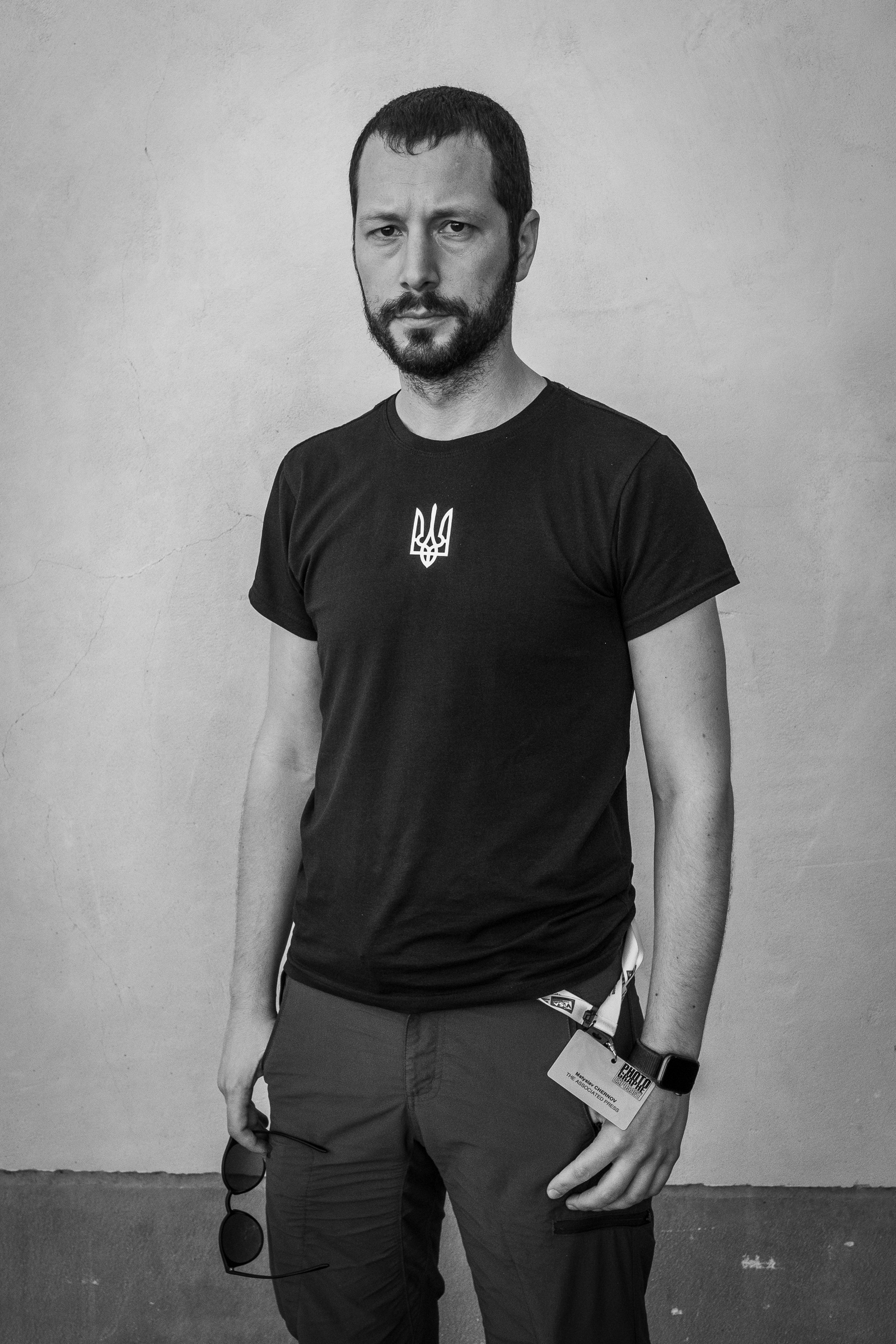
استیسلاو چرنوف، برنده مشترک بهترین فیلم مستند بلند

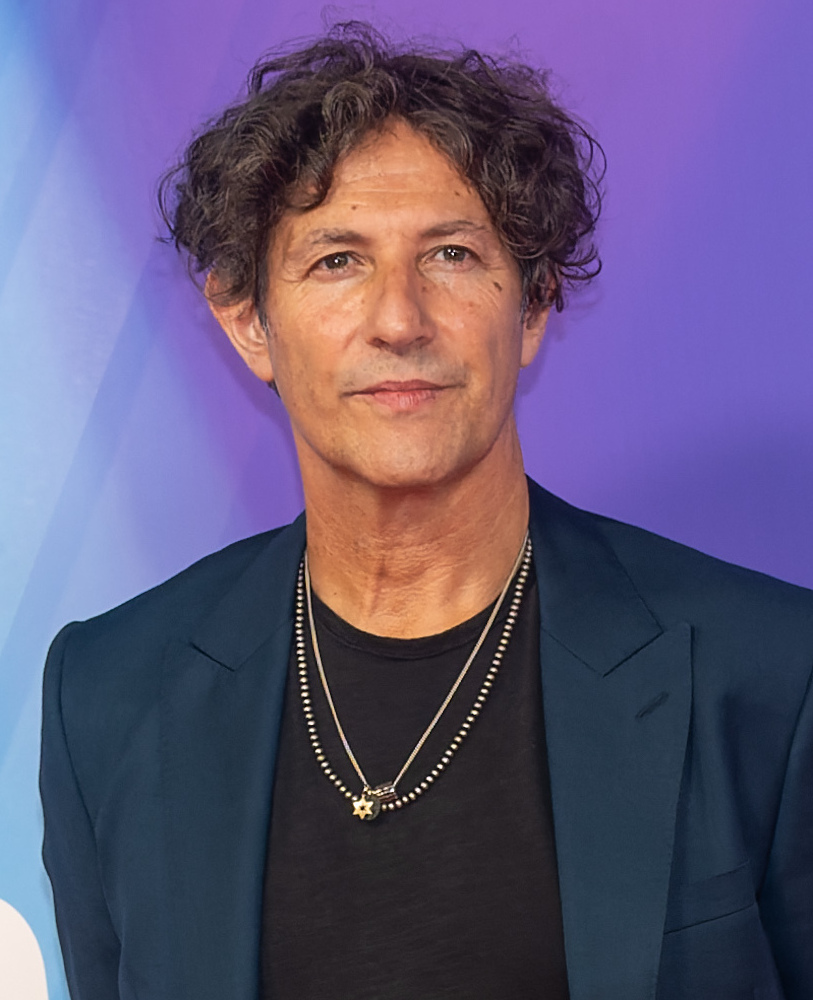
جاناتان گلیزر، برنده بهترین فیلم بلند بین‌المللی

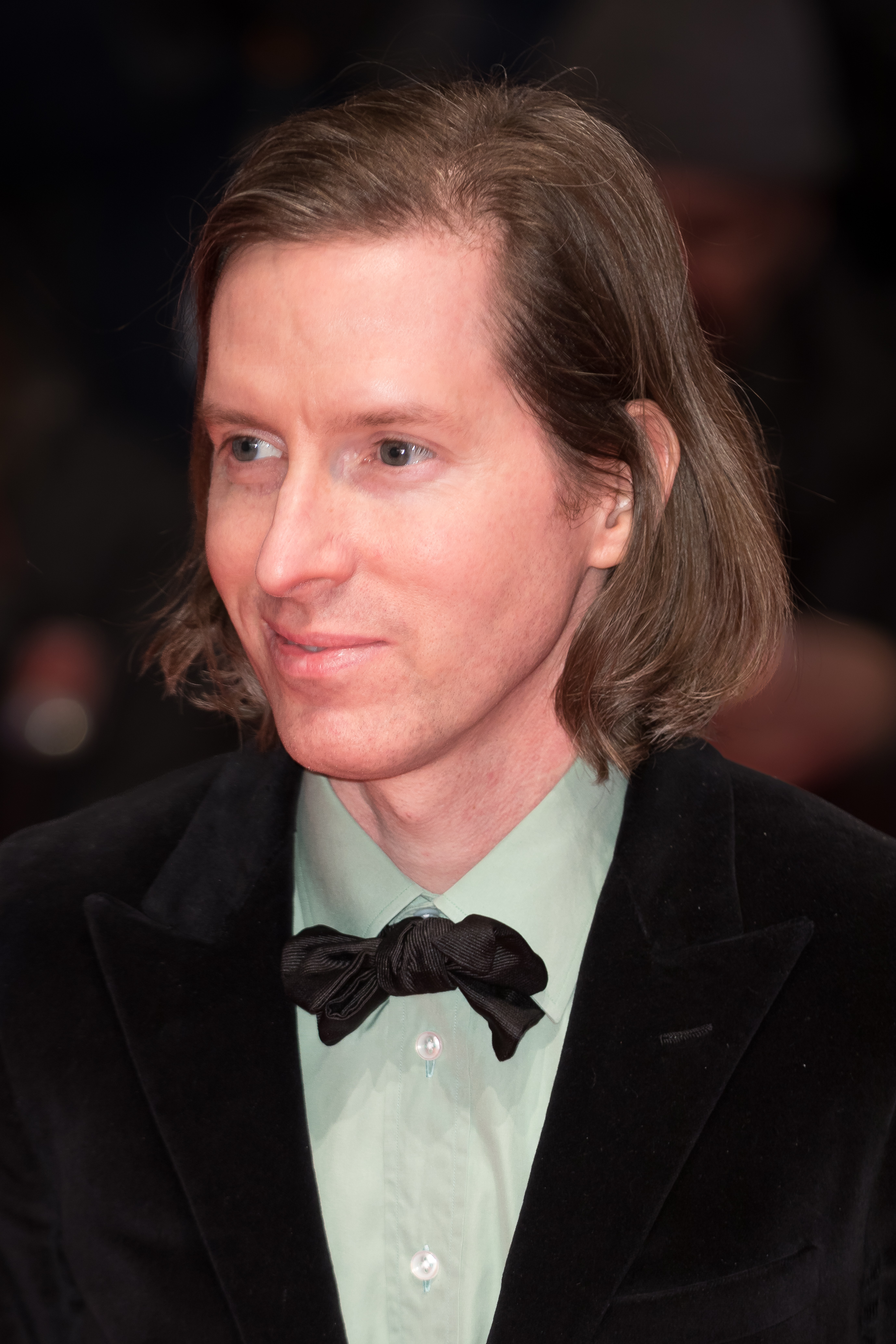
وس اندرسن، برنده بهترین فیلم کوتاه لایو اکشن

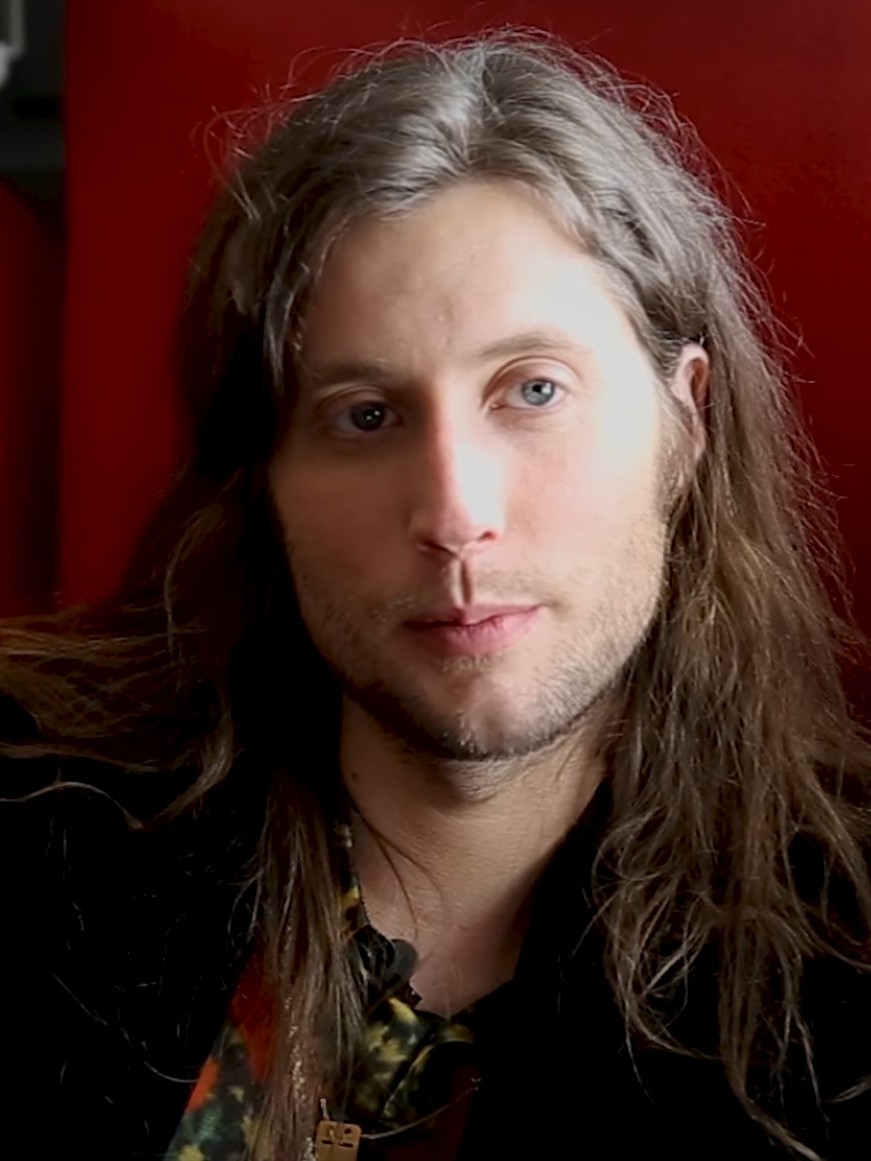
لودویگ گورانسون، برنده بهترین موسیقی غیراقتباسی

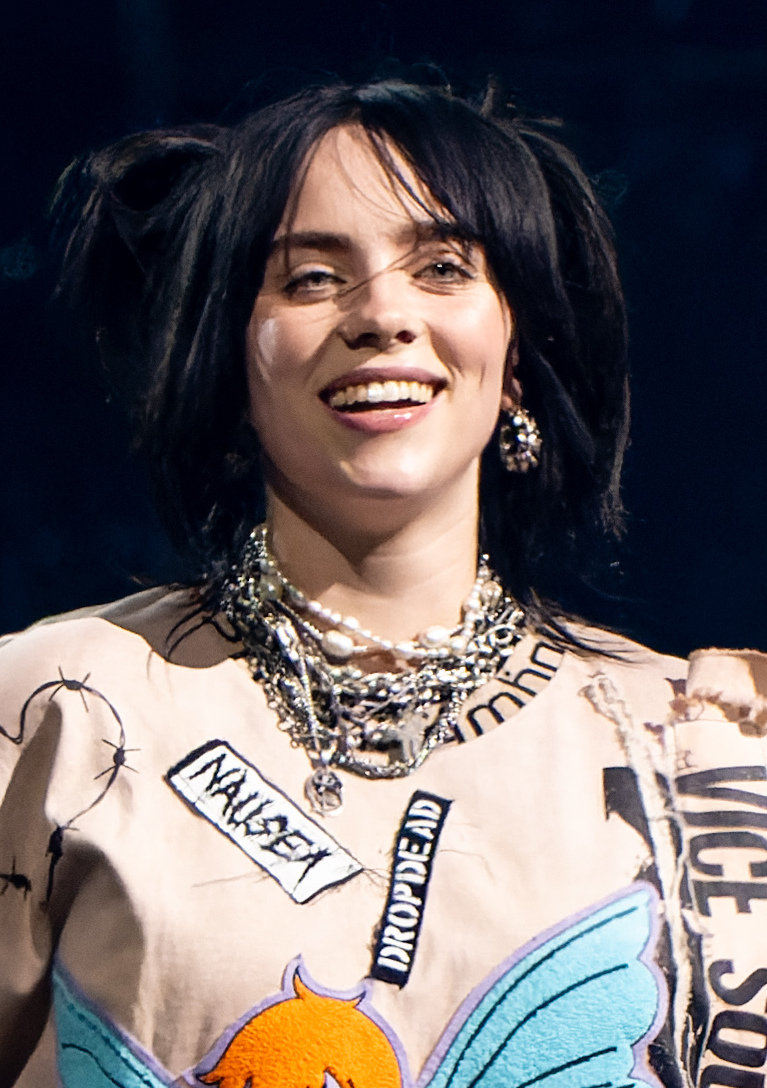
بیلی آیلیش، برنده مشترک بهترین ترانه غیراقتباسی

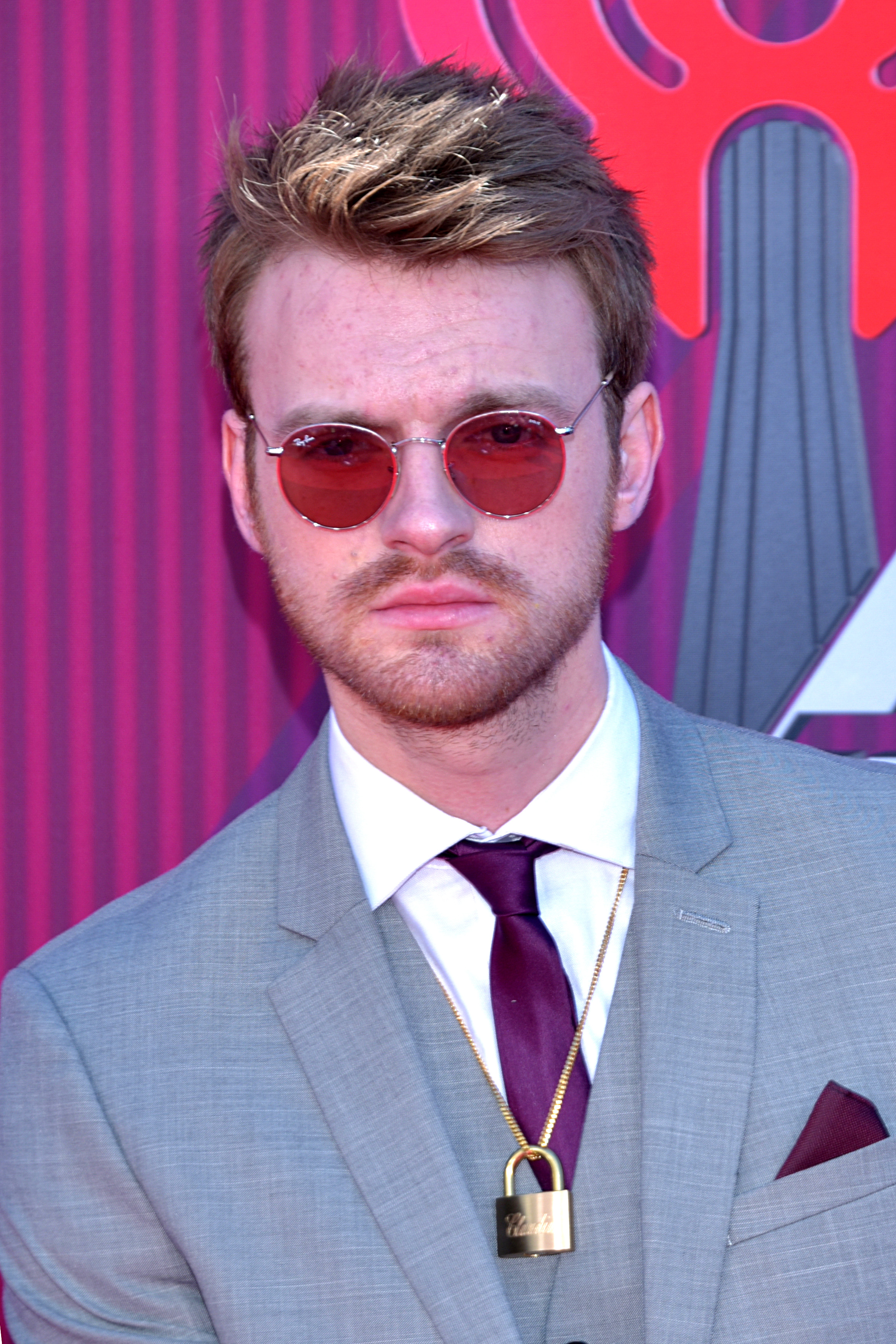
فینیس اوکانل، برنده مشترک بهترین ترانه غیراقتباسی

نام برندگان در ابتدای فهرست قرار دارد و با خط درشت برجسته شده‌است.
| بهترین فیلم - اوپنهایمر – اما توماس، چارلز روون، کریستوفر نولان، تهیه‌کننده‌ها - داستان آمریکایی – بن لکلر، نیکوس کرمیگیوس، کورد جفرسون و جرمین جانسون، تهیه‌کننده‌ها - آناتومی یک سقوط – ماری آنج لوسیانی و دیوید تیون، تهیه‌کننده‌ها - باربی – دیوید هیمن، مارگو رابی، تام آکرلی و رابی برنر، تهیه‌کننده‌ها - جاماندگان – مارک جانسون، تهیه‌کننده - قاتلان ماه گل – دن فریدکین، بردلی توماس، مارتین اسکورسیزی و دنیل لوپی، تهیه‌کننده‌ها - مایسترو – بردلی کوپر، استیون اسپیلبرگ، فرد برنر، امی درنینگ و کریستی ماکوسکو کریگر، تهیه‌کننده‌ها - زندگی‌های گذشته – دیوید هینوجوسا، کریستین واچون و پاملا کوفلر، تهیه‌کننده‌ها - بیچارگان – اد گینی، اندرو لو، یورگوس لانتیموس، اما استون، تهیه‌کننده‌ها - منطقه دلخواه – جیمز ویلسون، تهیه‌کننده | بهترین کارگردانی - کریستوفر نولان – اوپنهایمر - ژوستین تریه – آناتومی یک سقوط - مارتین اسکورسیزی – قاتلان ماه گل - یورگوس لانتیموس – بیچارگان - جاناتان گلیزر – منطقه دلخواه |
| بهترین بازیگر مرد - کیلین مورفی – اوپنهایمر در نقش جی. رابرت اوپنهایمر - بردلی کوپر – مایسترو در نقش لئونارد برنستاین - کولمن دومینگو – راستین در نقش بایارد راستین - پل جیاماتی – جاماندگان در نقش پل هانهام - جفری رایت – داستان آمریکایی در نقش تلونیوس «راهب» الیسون | بهترین بازیگر زن - اما استون – بیچارگان در نقش بلا بکستر / ویکتوریا بلسینگتون - آنت بنینگ – نیاد در نقش دیانا نیاد - لیلی گلادستون – قاتلان ماه گل در نقش مولی کایل - زاندرا هولر – آناتومی یک سقوط در نقش ساندرا ویتر - کری مولیگان – مایسترو در نقش فلیشا مانتیلگره برنستاین |
| بهترین بازیگر نقش مکمل مرد - رابرت داونی جونیور – اوپنهایمر در نقش لوئیس استراوز - استرلینگ کی براون – داستان آمریکایی در نقش کلیفورد «کلیف» الیسون - رابرت دنیرو – قاتلان ماه گل در نقش ویلیام کینگ هیل - رایان گاسلینگ – باربی در نقش کن - مارک رافلو – بیچارگان در نقش دانکن ودربرن | بهترین بازیگر نقش مکمل زن - داواین جوی رندالف – جاماندگان در نقش مری لمب - امیلی بلانت – اوپنهایمر در نقش کاترین اوپنهایمر - دانیل بروکس – رنگ ارغوانی در نقش سوفیا جانسون - آمریکا فررا – باربی در نقش گلوریا - جودی فاستر – نیاد در نقش بانی استول |
| بهترین فیلم‌نامه غیراقتباسی - آناتومی یک سقوط – ژوستین تریه و آرتور هراری - جاماندگان – دیوید همینگسون - مایسترو – بردلی کوپر و جاش سینگر - می دسامبر – فیلمنامه سامی برچ؛ داستانی از سامی برچ و الکس مکانیک - زندگی‌های گذشته – سلین سونگ | بهترین فیلم‌نامه اقتباسی - داستان آمریکایی – کورد جفرسون؛ بر پایه رمان پاک کردن اثر پرسیوال اورت - باربی – گرتا گرویگ و نوآ بامباک؛ بر پایه باربی ساختهٔ روث هندلر - اوپنهایمر – کریستوفر نولان؛ بر پایه زندگی‌نامه پرومته آمریکایی اثر کای برد و مارتین جی. شروین - بیچارگان – تونی مک‌نمارا؛ بر پایه رمان اثر آلاسدایر گری - منطقه دلخواه – جاناتان گلیزر؛ بر پایه رمان اثر مارتین ایمیس                               |
| بهترین فیلم پویانمایی - پسر و مرغ ماهی‌خوار – هایائو میازاکی و توشیو سوزوکی - المنتال – پیتر سون و دنیز ریم - نیمونا – نیک برونو، تروی کوان، کارن رایان و جولی زاکاری - رویاهای رباتی – پابلو برگر، ایبون کورمنزانا، ایگناسی استاپه و ساندرا تاپیا دیاز - مرد عنکبوتی: در میان دنیای عنکبوتی – کمپ پاورز، جاستین کی تامپسون، فیل لرد، کریستوفر میلر و ایمی پاسکال | بهترین فیلم بین‌المللی - منطقه دلخواه (پادشاهی متحد) – به کارگردانی جاناتان گلیزر - من کاپیتان هستم (ایتالیا) – به کارگردانی ماتئو گارونه - روزهای عالی (ژاپن) – به کارگردانی ویم وندرس - انجمن برف (اسپانیا) – به کارگردانی خوان آنتونیو بایونا - اتاق معلمان (آلمان) – به کارگردانی ایلکر چاتاک |
| بهترین فیلم مستند - بیست روز در ماریوپل – مستیسلاو چرنوف, میشل میزنر و رینی آرونسون راث - بوبی واین: رئیس جمهور مردم – موزس بویو، کریستوفر شارپ و جان باتسک - خاطره ابدی – نامزدها نامشخص - چهار دختر – کائوتر بن هانیا و ندیم چیخروها - کشتن یک ببر – نیشا پاهوجا، کورنلیا پرنسیپ و دیوید اوپنهایم | بهترین فیلم مستند کوتاه - آخرین تعمیرگاه – بن پرادفوت و کریس باورز - الفبای ممنوعیت کتاب – شیلا نوینز و تریش ادلسیک - آرایشگر لیتل راک – جان هافمن و کریستین ترنر - جزیره در بین – اس. لئو چیانگ و ژان تسین - Nǎi Nai & Wài Pó – شان وانگ و سام دیویس |
| بهترین فیلم کوتاه - داستان شگفت‌انگیز هنری شوگر – وس اندرسن و استیون ام. رالس - بعد – میسان هریمن و نیکی بنتام - شکست ناپذیر – وینسنت رنه لرتی و ساموئل کارون - شوالیه ثروت – لاسه لیسکیار نوئر و کریستین نورلیک - قرمز سفید و آبی – نزرین چودهری و سارا مک فارلین | بهترین پویانمایی کوتاه - جنگ تمام شد! – دیو مالینز و بِرَد بوکِر - نامه ای به خوک – تال کانتور و آمیت آر گیسلتر - نود و پنج حس – جروشا هس و جرد هس - یونیفرم ما – یگانه مقدم - پاکیدرم– استفانی کلمان و مارک ریوس |
| بهترین فیلم‌برداری - اوپنهایمر – هویته ون هویتما - کنت – ادوارد لاکمن - قاتلان ماه گل – رودریگو پریتو - مایسترو – متیو لیباتیک - بیچارگان – رابی رایان | بهترین تدوین - اوپنهایمر – جنیفر لیم - آناتومی یک سقوط – لوران سنکال - جاماندگان – کوین تنت - قاتلان ماه گل – تلما شونمیکر - بیچارگان – یورگوس ماوروپساریدیس |
| بهترین طراحی لباس - بیچارگان – هالی وادینگتون - باربی – جکلین دورن - قاتلان ماه گل – ژاکلین وست - ناپلئون – جنتی ییتس و دیو کراسمن - اوپنهایمر – الن میرونیک | بهترین طراحی صحنه - بیچارگان – طرح تولید: جیمز پرایس و شونا هیث؛ صحنه‌آرایی: زسوزا میهالک - باربی – طرح تولید: سارا گرینوود; صحنه‌آرایی: کیتی اسپنسر - قاتلان ماه گل – طرح تولید: جک فیسک; صحنه‌آرایی: آدام ویلیس - ناپلئون – طرح تولید: آرتور مکس; صحنه‌آرایی: الی گریف - اوپنهایمر – طرح تولید: روت دی یونگ؛ صحنه‌آرایی: کلر کافمن                                                                                      |
| بهترین چهره‌پردازی و آرایش مو - بیچارگان – نادیا استیسی، مارک کولیر و جاش وستون - گلدا – کارن هارتلی توماس، سوزی باترزبی و آشرا کلی-بلو - مایسترو – کازو هیرو، کی جورجیو و لوری مک‌کوی-بل - اوپنهایمر – لوئیزا ابل - انجمن برف – آنا لوپز-پویگسرور، دیوید مارتی و مونتسه ریبه | بهترین صداگذاری - منطقه دلخواه – جانی برن و تارن ویلرز - آفریننده – ایان ویت، اریک آدال، اتان ون در رین، تام اوزانیچ و دین زوپانچیچ - مایسترو – ریچارد کینگ، استیو مورو، تام اوزانیچ، جیسون رودر و دین زوپانچیچ - مأموریت: غیرممکن – روزشمار مرگ – کریس مونرو، جیمز اچ. ماتر، کریس بردون و مارک تیلور - اوپنهایمر – ویلی برتون، ریچارد کینگ، کوین اوکانل و گری ای. ریزو                                              |
| بهترین موسیقی فیلم - اوپنهایمر – لودویگ گورانسون - داستان آمریکایی – لورا کارپمن - ایندیانا جونز و گردانه سرنوشت – جان ویلیامز - قاتلان ماه گل – رابی رابرتسون - بیچارگان – جرسکین فندریکس | بهترین ترانه - «برای چه ساخته شدم؟» از باربی – موسیقی و متن ترانه از بیلی آیلیش و فینیس اوکانل - «آتش درون» از تند و آتشین – موسیقی و متن ترانه از داین وارن - «من فقط کن هستم» از باربی – موسیقی و متن ترانه از مارک رانسون و اندرو ویات - «هرگر نمی‌رود» از سمفونی آمریکایی – موسیقی و متن ترانه از جان باتیست و دن ویلسون - «Wahzhazhe (ترانه ای برای مردم من)» از قاتلان ماه گل – موسیقی و متن ترانه از اسکات جرج |
| بهترین جلوه‌های تصویری - گودزیلا منهای یک – تاکاشی یامازاکی، کیوکو شیبویا، ماساکی تاکاهاشی و تاتسوجی نوجیما - آفریننده – جی کوپر، ایان کولی، اندرو رابرتز و نیل کوربلد - نگهبانان کهکشان بخش ۳ – استفان سرتی، الکسیس وجسبروت، گای ویلیامز و تئو بیالک - مأموریت: غیرممکن – روزشمار مرگ – الکس ووتکه، سیمون کوکو، جف ساترلند و نیل کوربلد - ناپلئون – چارلی هنلی، لوک-ایون مارتین-فنویه، سیمون کوکو و نیل کوربلد | |

### جوایز فرمانداران
آکادمی چهاردهمین مراسم سالانه جوایز فرمانداران خود را در ۹ ژانویهٔ ۲۰۲۴ برگزار کرد که میزبان آن جان مولانی بود و طی آن جوایز زیر اهدا شد:

#### جوایز اسکار افتخاری
- آنجلا باست[۱۴]
- مل بروکس[۱۴]
- کارول لیتلتون[۱۴]

#### جایزه بشردوستانه ژان هرشولت
- میشل ستر[۱۴]

### فیلم‌ها با جایزه‌ها و نامزدی‌های چندباره
| تعداد نامزدها | فیلم                           |
| ------------- | ------------------------------ |
| ۱۳            | اوپنهایمر                      |
| ۱۱            | بیچارگان                       |
| ۱۰            | قاتلان ماه گل                  |
| ۸             | باربی                          |
| ۷             | مایسترو                        |
| ۵             | داستان آمریکایی                |
| ۵             | آناتومی یک سقوط                |
| ۵             | جاماندگان                      |
| ۵             | منطقه دلخواه                   |
| ۳             | ناپلئون                        |
| ۲             | آفریننده                       |
| ۲             | مأموریت: غیرممکن – روزشمار مرگ |
| ۲             | نایاد                          |
| ۲             | زندگی‌های گذشته                 |
| ۲             | انجمن برف                      |

| تعداد جایزه | فیلم         |
| ----------- | ------------ |
| ۷           | اوپنهایمر    |
| ۴           | بیچارگان     |
| ۲           | منطقه دلخواه |